# 夜州
夜州（やしゅう、10月21日 - ）は、日本のライトノベル作家である。

## 概要
Twitterのプロフィール欄によれば、夜州は神奈川県在住である。
元々は異世界ものを始めとして読んでいた読み専であったものの、高見梁川の『異世界転生騒動記』に刺激を受け、異世界ものの小説が数多く投稿されている中で自身が作品を投稿したとしても注目もされず自己満足程度で済むと考え、2016年10月28日より小説投稿サイト「小説家になろう」で『転生貴族の異世界冒険録 〜自重の知らない神々の使徒〜』の投稿を開始したところ、同年12月初旬に総合日間で1位を獲得したところからネット小説大賞へ応募したところ、2017年の第5回ネット小説大賞で同年度より設けられた期間中受賞の第二弾としての受賞を果たした。

## 書籍化作品
- 『転生貴族の異世界冒険録 〜自重を知らない神々の使徒〜』（イラスト: よつば・藻[注釈 1]、サーガフォレスト〈一二三書房〉）[6]
- 『召喚された賢者は異世界を往く 〜最強なのは不要在庫のアイテムでした〜』（イラスト: ハル犬、MFブックス〈KADOKAWA〉）[7]